# Santiago de Ugaldezubiaur
Santiago de Ugaldezubiaur y Altonaga (bautizado en Bermeo el 1 de mayo de 1844-La Carolina, circa 1888) fue un ingeniero de montes español que desarrolló su actividad principalmente en Filipinas.

## Biografía
Nació en Bermeo a finales de abril de 1844, siendo bautizado el 1 de mayo, en la iglesia de Santa María de la Asunción de la misma población, en seno de una familia de juristas. Su padre fue el abogado Manuel Ramón de Ugaldezubiaur y su abuelo el también abogado Santiago de Ugaldezubiaur. Estudió secundaria en el instituto de Vizcaya. Se graduó en 1870 de la Escuela de Ingenieros de Montes de Villaviciosa de Odón. En 1877 ingresó en el cuerpo de ingenieros de montes como segundo ingeniero. Tras su ingreso fue destinado a la Comisión de la Flora y Estadística Forestal de Filipinas, por entonces parte de España. En este cargo desarrolló su obra principal en que se describe la flora y la estadística forestal de la provincia de Manila. El 26 de abril de 1886 fue declarado cesante.
Contrajo matrimonio con Balbina Gómez Asenjo, con quien tuvo una hija, María de Ugaldezubiaur Gómez. Murió hacia mayo de 1888 en La Carolina.

## Obras
- Imp. de Ramón Moreno y Ricardo Rojas, ed. (1880). Memoria descriptiva de la provincia de Manila. Madrid.